# Grimmelshausen-Gesellschaft
Die Hans Jakob Christoffel von Grimmelshausen-Gesellschaft, kurz: Grimmelshausen-Gesellschaft, ist eine literarische Gesellschaft in der Rechtsform eines eingetragenen Vereins mit Sitz in Münster. Ihr Ziel ist es, „die wissenschaftliche Erforschung der Werke Hans Jakob Christoffel von Grimmelshausens in ihren zeit- und wirkungsgeschichtlichen Bezügen zu fördern und deren Kenntnis zu verbreiten.“
Die Gesellschaft wurde am 14. Juli 1977 in Münster gegründet. Unmittelbarer Anlass war eine Gedenkausstellung zum 300. Todestag Grimmelshausens unter dem Titel Simplicius Simplicissimus – Grimmelshausen und seine Zeit, die im Jahr 1976 zuerst in Münster und dann in sieben weiteren Städten gezeigt wurde. Da Günther Weydt, der erste Präsident der Gesellschaft, Professor an der dortigen Universität war, wurde Münster als Sitz der Gesellschaft festgelegt. Die Gesellschaft richtete sich von Anfang an nicht nur an Wissenschaftler, sondern auch an interessierte Laien. Sie arbeitet außerdem eng mit den Grimmelshausen-Städten Gelnhausen, Soest, Offenburg, Oberkirch und Renchen zusammen.
Seit 1979 finden regelmäßig wissenschaftliche Tagungen zu Grimmelshausen und zur Barockforschung im Allgemeinen statt, zuerst im Dreijahres-Rhythmus, seit 1998 jährlich. Ebenfalls seit 1979 erscheint das Jahrbuch Simpliciana. In der Reihe Sondergaben werden seit 1980 Dokumente und Texte aus dem Umkreis Grimmelshausens und der Forschungsgeschichte in kommentierten Reproduktionen zugänglich gemacht. 2005 entstand die Buchreihe Beihefte zu Simpliciana.
Wie die Gesellschaft auf ihrer Website schreibt, versucht sie, „mit ihren Aktivitäten zugleich der Mahnung Grimmelshausens gerecht zu werden, Leserinnen und Leser aller Bildungsstufen anzusprechen.“ Sie führt zu diesem Zweck auch populärwissenschaftliche Vorträge an Schulen durch. 2001 wurde ihr von der Arbeitsgemeinschaft Literarischer Gesellschaften und Gedenkstätten der Hartmut-Vogel-Preis für Literaturvermittlung verliehen.
Bisherige Präsidenten der Gesellschaft waren Günther Weydt (1977–1986), Rolf Tarot (1986–1998), Dieter Breuer (1998–2007) und Peter Heßelmann (seit 2007).